# 西奧多·梅爾菲
西奧多·梅爾菲（Theodore Melfi，1970年10月27日—）是一名美国编剧、电影导演和监制。他的导演处女作是1999年的《缠绕之路》；2014年的 St. Vincent，得到金球奖最佳音乐喜剧片提名。2016年编剧执导的《隐藏人物》获得奥斯卡最佳影片提名和奥斯卡最佳改编剧本提名。

## 电影作品
| 1999 | 《纏繞之路》       | 是 | 是 | 是 |                                        |
| 2007 | 《生命遊戲》       | 否 | 否 | 是 | 联合监制                               |
| 2010 | 《住宿加早餐旅館》 | 否 | 否 | 是 |                                        |
| 2014 | 《歐吉桑鄰好》     | 是 | 是 | 是 | 提名-金球獎最佳音樂及喜劇電影          |
| 2016 | 《隐藏人物》       | 是 | 是 | 是 | 提名-奥斯卡最佳影片 奥斯卡最佳改编剧本 |
| 2017 | 《瀟灑搶一回》     | 否 | 是 | 是 |                                        |
| 2017 | 《黑色吉安多拉》   | 否 | 是 | 是 | 短片                                   |
| 2017 | 《潦倒鬧聖誕》     | 否 | 是 | 是 |                                        |
| 2020 | Daughter           | 是 | 是 | 否 | 短片                                   |
| 2021 | 《八哥》           | 是 | 否 | 是 |                                        |